# Aeroporto Mayor General FAP Armando Revoredo Iglesias
Aeroporto Mayor General FAP Armando Revoredo Iglesias   é um  aeroporto internacional localizado em Cajamarca, Peru. É operado desde março de 2008 pela empresa  Aeropuertos del Perú, empresa privada que ganhou a concessão do aeroporto em 2006. É o principal aeroporto da região de Cajamarca.

## Terminais e destinos
| Companhias | Destinos       |
| ---------- | -------------- |
| LAN Perú   | Lima, Santiago |
| LC Busre   | Lima           |
| Star Perú  | Lima, Talara   |